# Eirik Verås Larsen
Eirik Verås Larsen (* 26. März 1976 in Flekkefjord) ist ein ehemaliger norwegischer Kanute, der bei Olympischen Spielen zweimal Gold, einmal Silber und einmal Bronze gewann. Er war fünfmal Weltmeister und siebenmal Europameister.

## Karriere
Eirik Verås Larsen gewann auf nationaler Ebene 21 Meistertitel. 1997 belegte er mit dem norwegischen Vierer-Kajak den fünften Platz bei den Europameisterschaften. Bei den Weltmeisterschaften 1998 erreichte er mit dem Vierer-Kajak den sechsten Platz. Seinen internationalen Durchbruch hatte er bei den Europameisterschaften 2000, als er zusammen mit Nils Olav Fjeldheim den Titel im Zweier-Kajak über 1000 Meter gewann. Bei den Olympischen Spielen 2000 in Sydney traten Larsen und Fjeldheim über 500 Meter und 1000 Meter an. Sie erreichten nur auf der längeren Strecke das Finale und belegten den neunten und letzten Platz. 2001 verteidigten die beiden ihren Europameistertitel über 1000 Meter erfolgreich. Im Einer-Kajak belegte Larsen den dritten Platz hinter dem Deutschen Lutz Liwowski und dem Ungarn Ákos Vereckei. Bei den Weltmeisterschaften in Posen gewannen die beiden Norweger den Titel über 1000 Meter vor den Booten aus Ungarn und Deutschland. 2002 erkämpften die beiden Bronze bei den Europameisterschaften und Silber bei den Weltmeisterschaften, es siegten jeweils die Schweden Markus Oscarsson und Henrik Nilsson. Im Einer-Kajak über 1000 Meter gewann Larsen den Weltmeistertitel 2002. Larsen und Fjeldheim gewannen außerdem 2001 und 2002 die Marathon-Weltmeisterschaften. 2002 wurde Eirik Verås Larsen mit der Aftenposten-Goldmedaille ausgezeichnet.
Nach einem medaillenlosen Jahr 2003 gewann Larsen 2004 die Europameistertitel über 1000 Meter im Einer und im Zweier. Bei den Olympischen Spielen 2004 in Athen trat Larsen in drei Disziplinen an. Zuerst siegte er im Einer-Kajak über 1000 Meter mit zwei Sekunden Vorsprung auf den Neuseeländer Ben Fouhy. Eine Stunde später gewann er zusammen mit Fjeldheim die Bronzemedaille im Zweier-Kajak hinter den Schweden Oscarsson und Nilsson sowie dem italienischen Boot. Tags darauf trat Larsen im Einer-Kajak über 500 Meter an und belegte den vierten Platz mit einer Zehntelsekunde Rückstand auf den drittplatzierten Briten Ian Wynne. Zusammen mit dem Speerwurf-Olympiasieger Andreas Thorkildsen erhielt Larsen 2004 Fearnleys olympiske ærespris.
2005 siegte Larsen im Einer über 1000 Meter sowohl bei den Europameisterschaften als auch bei den Weltmeisterschaften. 2007 siegte er bei den Europameisterschaften, bei den Weltmeisterschaften erhielt er die Bronzemedaille hinter dem Briten Tim Brabants und dem Kanadier Adam van Koeverden. Im Jahr darauf startete Larsen bei den Olympischen Spielen 2008 in Peking über beide Strecken im Einer-Kajak. Über 1000 Meter gewann er Silber hinter Tim Brabants und vor dem Australier Ken Wallace. Tags darauf siegte Wallace über 500 Meter vor Adam van Koeverden und Tim Brabants, Eirik Verås Larsen belegte wie 2004 den vierten Platz. 2009 siegte Larsen im Zweier-Kajak zusammen mit Jacob Norenberg bei den Europameisterschaften. 2010 trat er international nicht an. 2011 gewann er bei den Europameisterschaften Silber im Einer über 5000 Meter. Bei den Weltmeisterschaften belegte er den dritten Platz über 1000 Meter hinter Adam van Koeverden und dem Schweden Anders Gustafsson. Im Olympiajahr belegte er bei den Europameisterschaften den vierten Platz über 1000 Meter. Zum Abschluss seiner Karriere erreichte Larsen über 1000 Meter das Finale bei den Olympischen Spielen 2012. Im Finale gewann er die Goldmedaille mit sieben Zehntelsekunden Vorsprung auf Adam van Koeverden.
Eirik Verås Larsen begann mit zehn Jahren mit dem Kanusport. Anfangs wurde er vom früheren Weltmeister Olaf Søyland trainiert. 1995 wechselte er zum Studium nach Oslo an die Norwegische Sporthochschule und trainierte zusammen mit Knut Holmann. Larsen hat einen Abschluss als Master of Science in Biomechanik. Er ist verheiratet mit der Kanutin Mira Verås Larsen.